# F.C. Canavese
Câu lạc bộ bóng đá Canavese là một câu lạc bộ bóng đá Ý đến từ San Giusto Canavese, Piedmont.

## Lịch sử
Canavese được thành lập bởi sự sáp nhập năm 2001 của hai câu lạc bộ U. S. Sangiustese thành lập năm 1946 và A.S. Volpiano thành lập năm 1919.
Nó đã chơi năm năm ở Serie D trước khi thăng hạng vào năm 2006. Vào năm 2005, họ đã lọt vào vòng playoff thứ hai trước khi thua Cirié trong hiệp phụ. Năm sau, Canavese đứng đầu Girone A với 74 điểm, dẫn đến việc thăng hạng trực tiếp lên Lega Pro Seconda Divisione. Hai mùa giải đầu tiên của họ đã thành công, chỉ thua các trận play-off thăng hạng trong 2007-08, và kết thúc ở nửa đầu giải đấu năm 2008. Tuy nhiên, ở mùa giải tiếp theo, kết thúc thứ 13 ở Girone A, tránh một trận playoff xuống hạng với một điểm.
Canavese đã không tham gia 2011-12 Lega Pro Seconda Divisione và bị loại khỏi hệ thống bóng đá.

## Màu sắc và huy hiệu
Màu sắc của nó là màu xanh và garnet.